# إيرل كارول
إيرل كارول (بالإنجليزية: Earl Carroll) هو ملحن ومخرج أمريكي، ولد في 16 سبتمبر 1893 في بيتسبرغ في الولايات المتحدة، وتوفي في 17 يونيو 1948 في أريستاس في الولايات المتحدة.

## وصلات خارجية
- إيرل كارول على موقع IMDb (الإنجليزية)
- إيرل كارول على موقع الموسوعة البريطانية (الإنجليزية)
- إيرل كارول على موقع قاعدة بيانات برودواي على الإنترنت (الإنجليزية)
- إيرل كارول على موقع قاعدة بيانات الفيلم (الإنجليزية)